# Mitsuoka Orochi
Der Mitsuoka Orochi ist ein Sportwagen des japanischen Herstellers Mitsuoka Jidōsha. Der Name nimmt Bezug auf die achtköpfige Riesenschlange Yamata no Orochi.
Der Orochi wurde 2001 zum ersten Mal auf der Tokyo Motor Show vorgestellt und ab 2006 produziert. 2005 wurde die Cabrio-Variante Nude Top Roadster, bei der kein Verdeck vorgesehen war, ebenso auf der Tokyo Motor Show vorgestellt. Während der Bauzeit wurden Sondermodelle in kleiner Stückzahl mit veränderter Ausstattung angeboten, beispielsweise der 2007 vorgestellte Kabuto oder der Zero.
Die Produktion des in Handarbeit gefertigten Orochi endete 2014 mit der ausschließlich in Japan erhältlichen „Final Edition“ von fünf nur in Weiß oder Violett erhältlichen Fahrzeugen.
Nach der offiziellen Abkündigung erschien im November 2014 die Orochi Evangelion Edition, die sich auf eine gleichnamige beliebte Fernsehserie in Japan (1990er Jahre) bezieht: 11 künstlerisch mehrfarbig gestaltete Orochis.
Insgesamt wurden 130 Fahrzeuge hergestellt; manche Quellen nennen 400 Fahrzeuge, was der Anzahl des angekündigten Serienumfangs entspricht.

## Technik und Ausstattung
Ein von Mitsuoka entwickelter Stahl-Rohrrrahmen trägt die Karosserie aus glasfaserverstärktem Kunststoff mit Schmetterlingstüren. Mit acht Öffnungen in den Hauben verwies der Hersteller auf die Gestalt der mythologischen Riesenschlange.
Anders als das erste 2001 vorgestellte Fahrzeug mit Honda-NSX-Technik wird der Orochi in Serie von einem im Heck eingebauten 3,3-Liter-V6-Saugmotor von Toyota (3MZ-FE) angetrieben, der seine höchste Leistung bei 5600/min abgibt und dessen Drehmoment 328 Nm bei 4400/min beträgt. Dabei sind Bauweise (V6, DOHC-Ventilsteuerung), Hubraum und Drehmoment mit dem NSX-Motor vergleichbar; das Drehmoment des Toyota-Motors ist sogar etwa 10 Prozent größer. Der Wagen hat ein 5-Gang-Automatikgetriebe, das auch im Lexus RX 330 eingesetzt wurde, und Hinterachsantrieb. Er beschleunigt aus dem Stand in weniger als sieben Sekunden auf 100 km/h. Seine Höchstgeschwindigkeit ist auf 250 km/h begrenzt. Die Bremsanlage hat belüftete Scheibenbremsen an allen Rädern und ABS. Die Räder sind vorn und hinten an Doppelquerlenkern aufgehängt. Der Durchmesser der Felgen beträgt 18 Zoll.
Der Innenraum war mit Leder ausgestattet, bei den Editionsmodellen mit Alcantara; weiterhin gab es für Fahrer und Beifahrer Airbags. Die Seitenfenster konnten elektrisch, jedoch nicht vollständig versenkt werden; eine Klimaanlage gehörte zur Serienausstattung. Auch ein Navigationssystem war erhältlich.

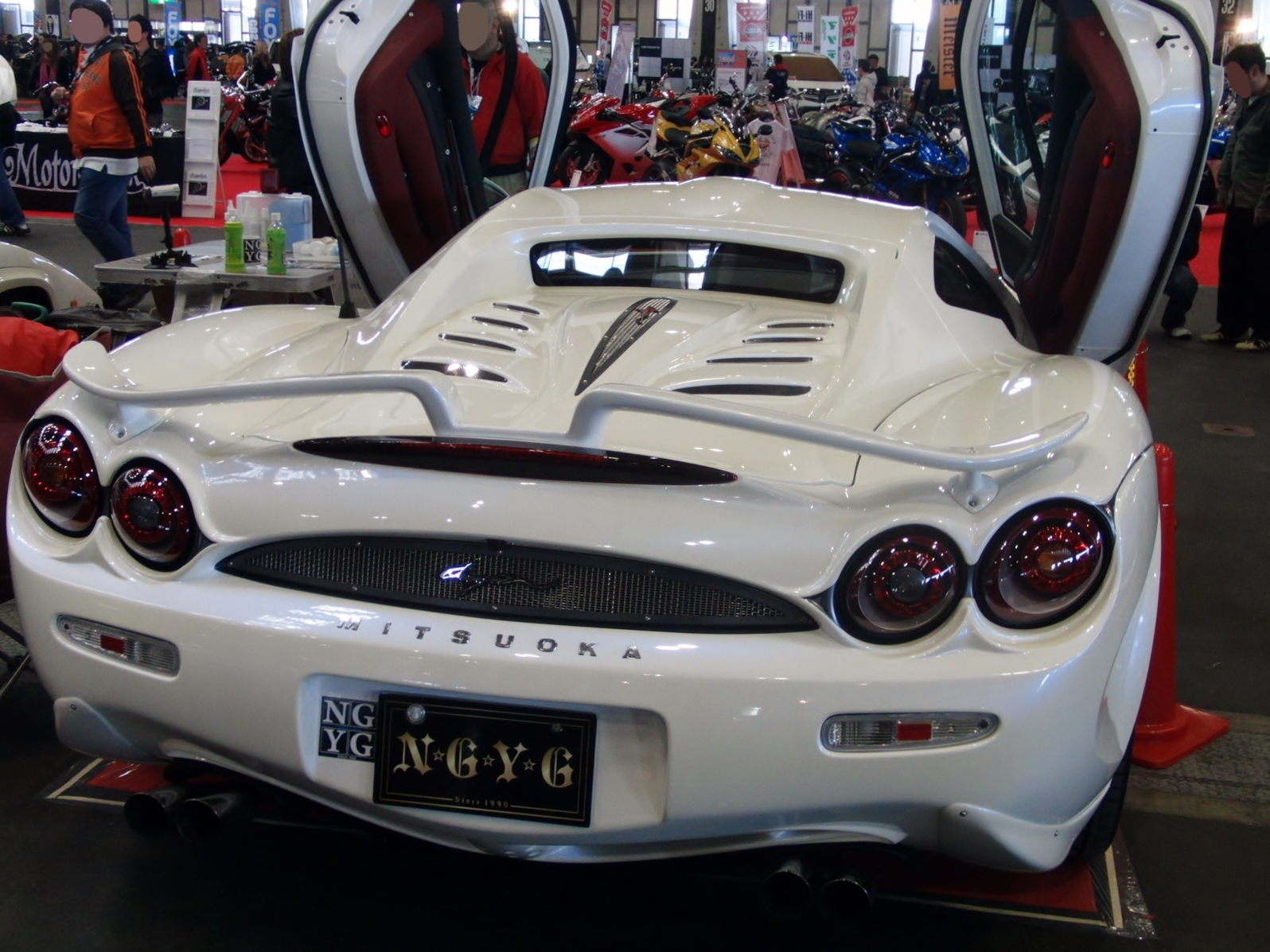
Heckansicht
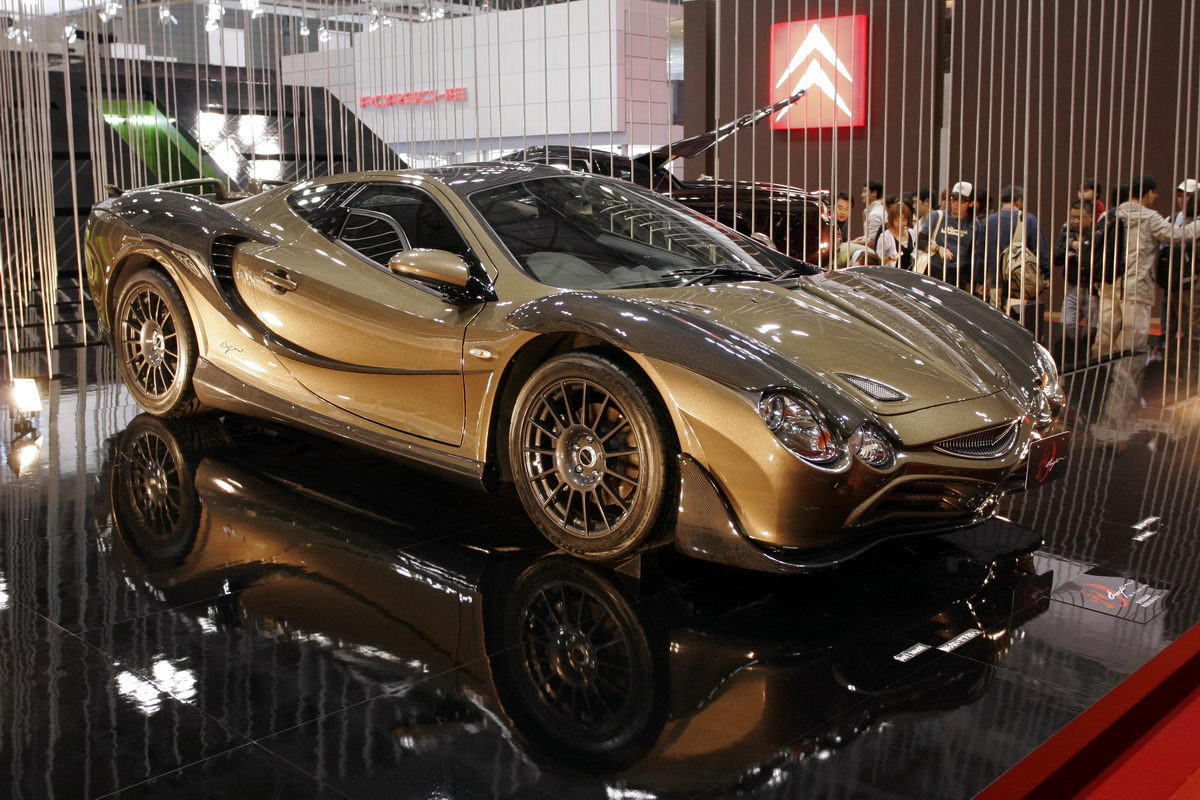
Orochi Kabuto, 2009 mit Kohlefaser-Anbauteilen; fünf Wagen